# Piama Gajdenko
Piama Pawłowna Gajdenko (ros. Пиама Павловна Гайденко; ur. 30 stycznia 1934 w Mykołajiwce koło Słowiańska, zm. 2 lipca 2021) – radziecka i rosyjska historyk filozofii, doktor nauk filozoficznych, członek korespondent Rosyjskiej Akademii Nauk (od 2000), laureatka Nagrody im. Gieorgija Plechanowa (1997).

## Życiorys
W 1957 roku ukończyła studia na wydziale filozofii Moskiewskiego Uniwersytetu Państwowego. Będąc studetką i aspirantką, uczęszczała do zajęć z historii filozofii prowadzonych przez Walentina Asmusa, Ewalda Iljenkowa, Arsienija Czanyszewa, Wasilija Sokołowa.  W 1962 obroniła rozprawę kandydacką pt. Filozofia Martina Heideggera jako wyraz kryzysu współczesnej kultury burżuazyjnej (ros. Философия М. Хайдеггера как выражение кризиса современной буржуазной культуры). W latach 1962–1967 wykładała na wydziale filozofii Uniwersytetu Moskiewskiego. W 1982 uzyskała stopień doktora nauk filozoficznych na podstawie rozprawy Ewolucja pojęcia nauki: kształtowanie się i rozwój pierwszych paradygmatów naukowych (ros. Эволюция понятия науки: становление и развитие первых научных программ). Od 1988 roku pracuje jako kierowniczka zakładu problemów filozoficznych historii nauki w Instytucie Filozofii Rosyjskiej Akademii Nauk. Jest członkinią zespołu redakcyjnego czasopisma Woprosy Fiłosofii oraz autorką haseł w Encyklopedii Filozoficznej, Wielkiej Encyklopedii Radzieckiej i in. Pochowana na cmentarzu Rakitki pod Moskwą.

## Niektóre prace
Zdaniem Sławomira Mazurka Piama Gajdenko wyróżnia się rozległą erudycją, doskonale panuje nad bardzo obszernym materiałem i z racji swej kompetencji i wnikliwości prezentowanych analiz zasługuje na szczególną uwagę wśród rzeszy rosyjskich autorów piszących w ostatnich latach o rosyjskim renesansie religijnym.
publikacje ksiąkowe
- Эволюция понятия науки: становление и развитие первых научных программ. М., 1980.
- Rußland und der Westen. Fr./M., 1995 (mit J. Davydov)
- Научная рациональность и философский разум. – М.: Прогресс-Традиция, 2003. – 528 с.

artykuły
- Гайденко П. П. Социология Макса Вебера // История буржуазной социологии XIX — начала XX вв. / Под ред. И. С. Кона. Утверждено к печати Институтом социологических исследований АН СССР. — М.: Наука, 1979. — С. 253—308. — 6400 экз.
  - Гайденко П. П. Социология Макса Вебера // История социологии в Западной Европе и США / Отв. ред. Г. В. Осипов. — М., 1993.
  - Piama Gaidenko. The Sociology of Max Weber // A History of Classical Sociology / Edited by Prof I. S. Kon. Translated by H. Campbell Creighton, M. A. (Oxon). — Moscow: Progress Publishers, 1989. — С. 255—311. — 376 с. — (Student's Library). — 15 230 экз. — ISBN 5-01-001102-6.